# Денис Баланюк
Денис Сергеевич Баланюк (на украински: Баланюк Денис Сергійович) е украински футболист, който играе на поста централен нападател. Състезател на Самгурали.

## Кариера
Баланюк е играл за Днипро, Висла Краков, Арсенал Киев и Олимпик Донецк.

### Спартак Варна
На 14 септември 2022 г. украинецът е обявен за ново попълнение на варненския Спартак. Дебютира на 16 септември при победата с 3:2 като домакин на Ботев (Пловдив).

## Национална кариера
На 10 ноември 2015 г. Денис дебютира в официален мач за националния отбор на Украйна до 19 г., при победата с 4:0 като домакин на националния отбор на Азербайджан до 19 г., в среща от квалификациите за Европейското първенство по футбол за юноши до 19 г. през 2016 г.